# 나카미 게이야
나카미 게이야(일본어: 中美 慶哉, 1991년 9월 23일 ~ )는 일본의 전 축구 선수이다.

## 구단 경력
그는 2014년부터 2020년까지 J리그의 도치기 SC, 사간 도스, 츠바이겐 가나자와, 마쓰모토 야마가 FC에서 활동하였다.